# Johnstone FC
Johnstone Football Club was een Schotse voetbalclub uit Johnstone in Renfrewshire. De club werd opgericht in 1897 en opgeheven in 1927. De thuiswedstrijden werden gespeeld in Newfield Park. De clubkleuren waren zwart-oranje.

## Stadions
| Seizoenen | Stadion       |
| --------- | ------------- |
| 1897-1894 | Cartland Bank |
| 1894-1927 | Newfield Park |